# Leichtathletik-Europameisterschaften 1982/Marathon der Frauen

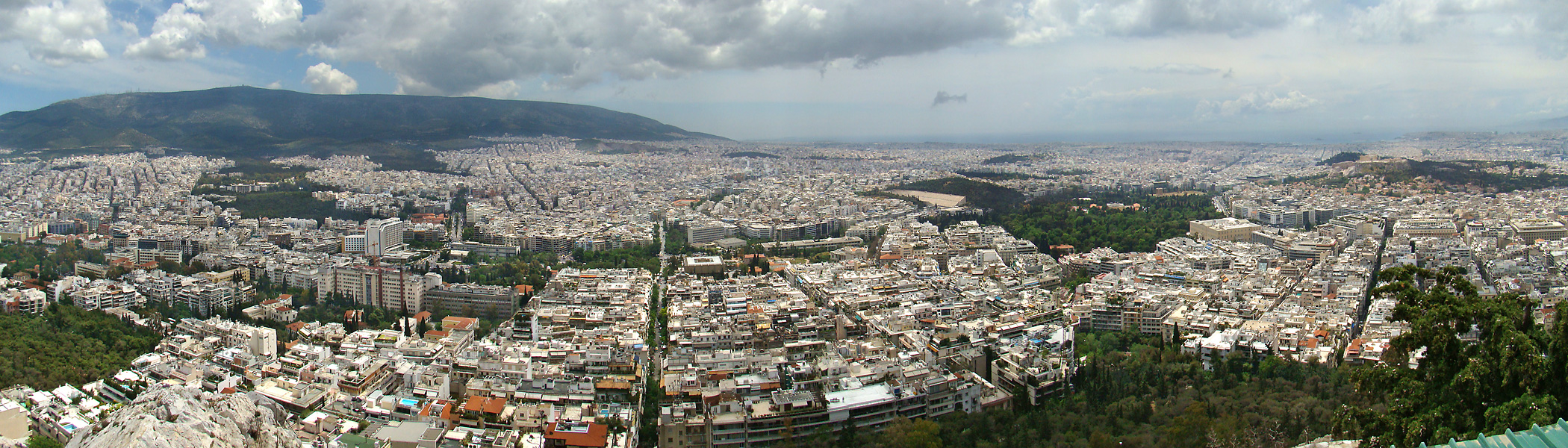
Blick auf Athen vom Mount Lycabettus

Der Marathonlauf der Frauen bei den Leichtathletik-Europameisterschaften 1982 fand am 12. September 1982 in Athen, Griechenland, statt.
Die Portugiesin Rosa Mota gewann das Rennen in 2:36:03 h. Vizeeuropameisterin wurde die Italienerin Laura Fogli vor der Norwegerin Ingrid Kristiansen.

## Rekorde

### Bestehende Rekorde
Anmerkung:
Rekorde wurden damals im Marathonlauf und Straßengehen wegen der unterschiedlichen Streckenbeschaffenheiten mit Ausnahme von Meisterschaftsrekorden nicht geführt.
| Weltbestzeit         | Charlotte Teske                               | 2:29:02 h                                     | Orange-Bowl-Marathon, Miami (USA)             | 16. Januar 1982                               |
| Europabestzeit       | Charlotte Teske                               | 2:29:02 h                                     | Orange-Bowl-Marathon, Miami (USA)             | 16. Januar 1982                               |
| Meisterschaftsrekord | Wettbewerb bisher nicht Teil des EM-Programms | Wettbewerb bisher nicht Teil des EM-Programms | Wettbewerb bisher nicht Teil des EM-Programms | Wettbewerb bisher nicht Teil des EM-Programms |

### Erster Meisterschaftsrekord
Mit ihrer Zeit von 2:36:03 h stellte die portugiesische Europameisterin Rosa Mota einen ersten EM-Rekord auf. Die Welt- und Europabestzeit verfehlte sie um 7:01 min.

## Legende
Kurze Übersicht zur Bedeutung der Symbolik – so üblicherweise auch in sonstigen Veröffentlichungen verwendet:
| CR  | Championshiprekord                       |
| DNF | Wettkampf nicht beendet (did not finish) |

## Ergebnis

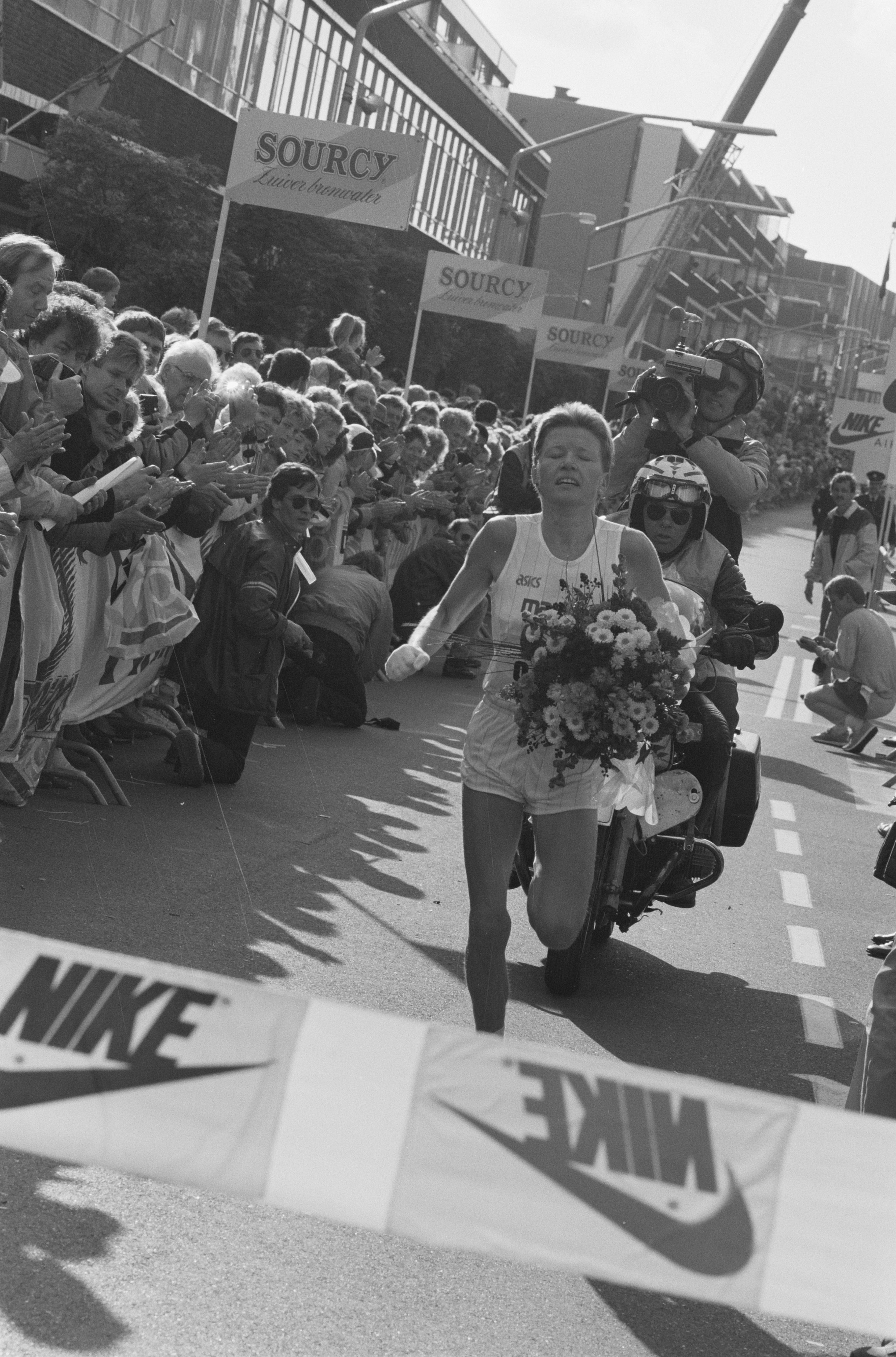
Bronzemedaillengewinnerin Ingrid Kristiansen – hier in Zaanstad 1987

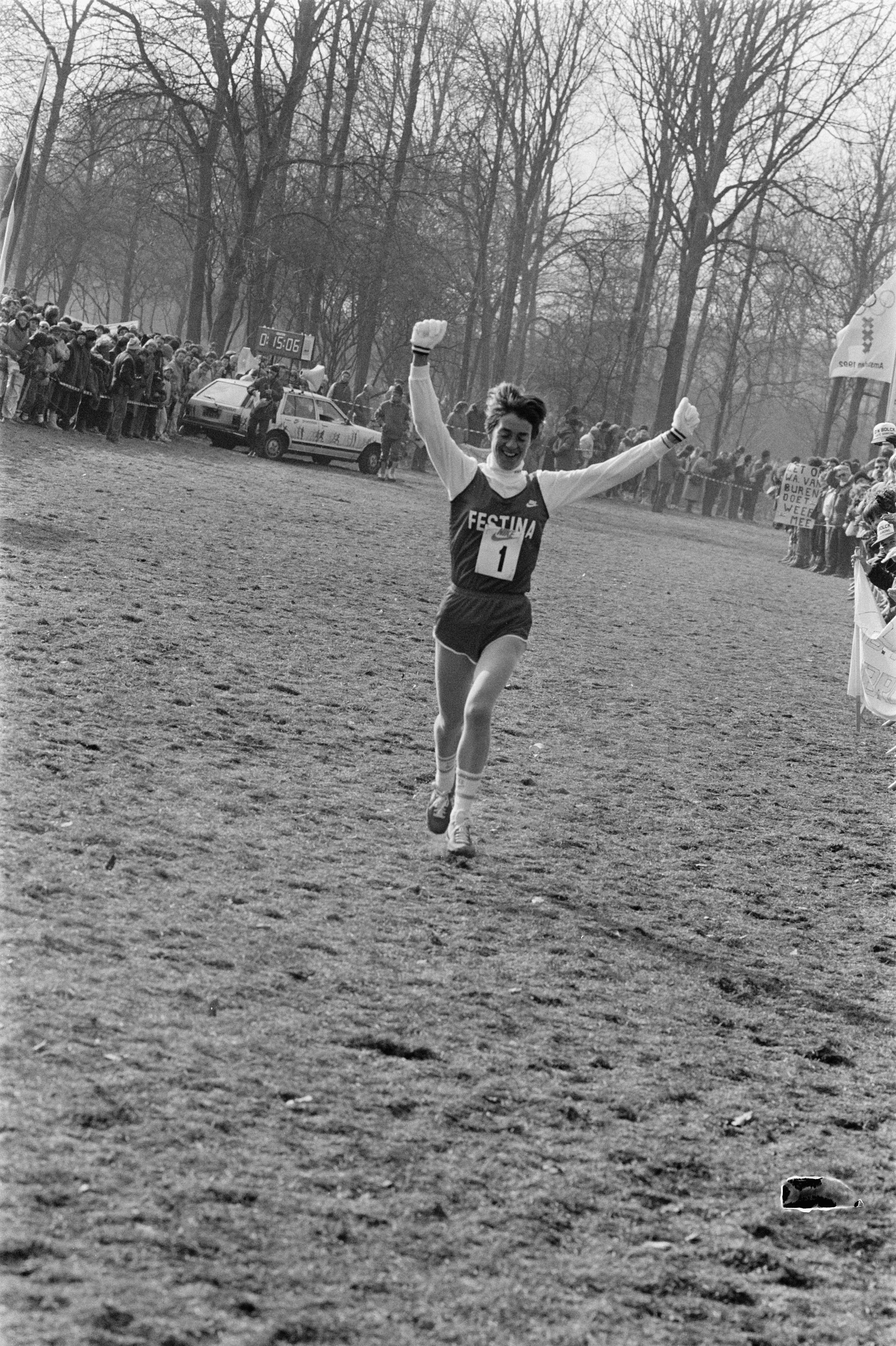
Carla Beurskens (auf dem Foto bei einem Rennen in Amsterdam 1986) – Rang neun

12. September 1982
| Platz | Athletin              | Land           | Zeit (h)   |
| ----- | --------------------- | -------------- | ---------- |
|       | Rosa Mota             | Portugal       | 2:36:03 CR |
|       | Laura Fogli           | Italien        | 2:36:28    |
|       | Ingrid Kristiansen    | Norwegen       | 2:36:38    |
| 04    | Alba Milana           | Italien        | 2:38:54    |
| 05    | Carla Beurskens       | Niederlande    | 2:39:22    |
| 06    | Karolina Szabó        | Ungarn         | 2:40:50    |
| 07    | Midde Hamrin          | Schweden       | 2:42:14    |
| 08    | Soja Iwanowa          | Sowjetunion    | 2:42:43    |
| 09    | Kathryn Binns         | Großbritannien | 2:44:09    |
| 10    | Rita Marchisio        | Italien        | 2:44:24    |
| 11    | Monika Lövenich       | BR Deutschland | 2:45:10    |
| 12    | Charlotte Teske       | BR Deutschland | 2:45:17    |
| 13    | Heidi Hutterer        | BR Deutschland | 2:46:32    |
| 14    | Tuija Toivonnen       | Finnland       | 2:48:54    |
| 15    | Sinikka Kiippa        | Finnland       | 2:48:54    |
| 16    | Henriette Fina        | Österreich     | 2:49:57    |
| 17    | Christine Seeman      | Frankreich     | 2:51:58    |
| 18    | Carley May            | Irland         | 2:52:06    |
| 19    | Vreni Forster         | Schweiz        | 2:52:49    |
| 20    | Nadeschda Gumerowa    | Sowjetunion    | 2:53:00    |
| 21    | Carol Gould           | Großbritannien | 2:58:48    |
| 22    | Georgia Papanastasiou | Griechenland   | 3:18:40    |
| 23    | Kyriaki Kouvara       | Griechenland   | 3:28:53    |
| DNF   | Iclar Martínez        | Spanien        |            |
| DNF   | Annick Lebreton       | Frankreich     |            |
| DNF   | Magda Ilands          | Belgien        |            |
| DNF   | Alena Zuchlo          | Sowjetunion    |            |